# Roman Aleksandrov
Roman Aleksandrov (30 giugno 1989) è uno schermidore uzbeko, specializzato nella spada.

## Palmarès
- Campionati asiatici:

Suwon 2014: bronzo nella spada individuale.
Bangkok 2018: bronzo nella spada a squadre.